# Peremîliv, Huseatîn
Peremîliv (în ucraineană Перемилів) este localitatea de reședință a comunei Peremîliv din raionul Huseatîn, regiunea Ternopil, Ucraina.

## Demografie
Componența lingvistică a localității Peremîliv
     Ucraineană (100%)
Conform recensământului din 2001, toată populația localității Peremîliv era vorbitoare de ucraineană (100%).